# Thomas Delaine
Thomas Delaine (Lens, 24 marzo 1992) è un calciatore francese, difensore dello Le Havre.

## Caratteristiche tecniche
È un terzino sinistro, ma se necessario è in grado di giocare anche a destra, pur non trovandosi particolarmente a suo agio in quest'ultima posizione.

## Carriera
Cresciuto nel settore giovanile del Lens, con la squadra riserve del club giallorosso ha collezionato 103 presenze fra il 2010 ed il 2015. In 5 anni non trova mai spazio in prima squadra, e questo lo porta a pensare di smettere col calcio. Decide infine di continuare, e dopo aver disputato le due successive stagioni con l'Arras, nel 2017  firma il suo primo contratto professionistico con il Paris FC, militante in Ligue 2. Con i parigini ha disputato un campionato da titolare collezionando 36 presenze e terminando all'ottavo posto.
La stagione seguente, dopo aver disputato 4 partite, viene ceduto al Metz, sempre in Ligue 2. Qui Delaine si impone subito come titolare, risultando a fine stagione tra i protagonisti della promozione in Ligue 1.

## Statistiche

### Presenze e reti nei club
Statistiche aggiornate al 19 maggio 2024.
| Stagione          | Squadra           | Campionato        | Campionato | Campionato | Coppe nazionali | Coppe nazionali | Coppe nazionali | Coppe continentali | Coppe continentali | Coppe continentali | Altre coppe | Altre coppe | Altre coppe | Totale | Totale | Totale |
| Stagione          | Squadra           | Comp              | Pres       | Reti       | Comp            | Pres            | Reti            | Comp               | Pres               | Reti               | Comp        | Pres        | Reti        | Pres   | Reti   |        |
| ----------------- | ----------------- | ----------------- | ---------- | ---------- | --------------- | --------------- | --------------- | ------------------ | ------------------ | ------------------ | ----------- | ----------- | ----------- | ------ | ------ | ------ |
| 2010-2011         | Lens 2            | CFA               | 11         | 0          | -               | -               | -               | -                  | -                  | -                  | -           | -           | -           | 11     | 0      |        |
| 2011-2012         | Lens 2            | CFA               | 28         | 2          | -               | -               | -               | -                  | -                  | -                  | -           | -           | -           | 28     | 2      |        |
| 2012-2013         | Lens 2            | CFA               | 26         | 5          | -               | -               | -               | -                  | -                  | -                  | -           | -           | -           | 26     | 5      |        |
| 2013-2014         | Lens 2            | CFA               | 19         | 2          | -               | -               | -               | -                  | -                  | -                  | -           | -           | -           | 19     | 2      |        |
| 2014-2015         | Lens 2            | CFA               | 19         | 1          | -               | -               | -               | -                  | -                  | -                  | -           | -           | -           | 19     | 1      |        |
| Totale Lens 2     | Totale Lens 2     | Totale Lens 2     | 103        | 10         |                 | -               | -               |                    | -                  | -                  |             | -           | -           | 103    | 10     |        |
| 2015-2016         | Arras             | CFA               | 26         | 0          | CF              | 0               | 0               | -                  | -                  | -                  | -           | -           | -           | 26     | 0      |        |
| 2016-2017         | Arras             | CFA               | 29         | 0          | CF              | 0               | 0               | -                  | -                  | -                  | -           | -           | -           | 29     | 0      |        |
| Totale Arras      | Totale Arras      | Totale Arras      | 55         | 0          |                 | 0               | 0               |                    | -                  | -                  |             | -           | -           | 55     | 0      |        |
| 2017-2018         | Paris FC          | L2                | 36         | 0          | CF+CdL          | 2+0             | 0               | -                  | -                  | -                  | -           | -           | -           | 38     | 0      |        |
| ago. 2018         | Paris FC          | L2                | 4          | 0          | CF+CdL          | 0+1             | 0               | -                  | -                  | -                  | -           | -           | -           | 5      | 0      |        |
| Totale Paris FC   | Totale Paris FC   | Totale Paris FC   | 40         | 0          |                 | 3               | 0               |                    | -                  | -                  |             | -           | -           | 43     | 0      |        |
| 2018-2019         | Metz              | L2                | 32         | 0          | CF+CdL          | 2+0             | 0               | -                  | -                  | -                  | -           | -           | -           | 34     | 0      |        |
| 2019-2020         | Metz              | L1                | 16         | 0          | CF+CdL          | 1+0             | 0               | -                  | -                  | -                  | -           | -           | -           | 17     | 0      |        |
| 2020-2021         | Metz              | L1                | 25         | 3          | CF              | 3               | 0               | -                  | -                  | -                  | -           | -           | -           | 28     | 3      |        |
| 2021-2022         | Metz              | L1                | 29         | 1          | CF              | 0               | 0               | -                  | -                  | -                  | -           | -           | -           | 29     | 1      |        |
| Totale Metz       | Totale Metz       | Totale Metz       | 102        | 4          |                 | 6               | 0               |                    | -                  | -                  |             | -           | -           | 108    | 4      |        |
| 2022-2023         | Strasburgo        | L1                | 17         | 0          | CF              | -               | -               | -                  | -                  | -                  | -           | -           | -           | 17     | 0      |        |
| 2023-2024         | Strasburgo        | L1                | 27         | 1          | CF              | 3               | 0               | -                  | -                  | -                  | -           | -           | -           | 30     | 1      |        |
| 2024-2025         | Strasburgo        | L1                | -          | -          | CF              | -               | -               | -                  | -                  | -                  | -           | -           | -           | -      | -      |        |
| Totale Strasburgo | Totale Strasburgo | Totale Strasburgo | 44         | 1          |                 | 3               | 0               |                    | -                  | -                  |             | -           | -           | 47     | 1      |        |
| Totale carriera   | Totale carriera   | Totale carriera   | 344        | 15         |                 | 12              | 0               |                    | -                  | -                  |             | -           | -           | 356    | 15     |        |

## Palmarès

### Club

#### Competizioni nazionali
- Ligue 2: 1

Metz: 2018-2019